# Bourdeau
Bourdeau je priimek več oseb:
- François-Robert Bourdeau, francoski general
- Jean Bourdeau, francoski socialistični pisatelj in prevajalec